# 皮埃尔·朗方
皮埃尔·夏尔·朗方（法語：Pierre Charles L'Enfant，發音：[pjɛʁ ʃɑʁl lɑ̃fɑ̃]；1754年8月2日—1825年6月14日）是一位法裔美國藝術家、教授和軍事工程師，他於1791年為美國首都華盛頓特區設計了巴洛克風格的規劃。他的作品如今被稱為「朗方計畫」，該計畫啟發了巴西利亞、新德里和坎培拉等其他世界首都的計畫。在美國，底特律和印第安納波利斯的計劃受到了華盛頓特區計劃的啟發 。